# Acanthoxyla huttoni
Acanthoxyla huttoni är en insektsart som beskrevs av John Tenison Salmon 1955. Acanthoxyla huttoni ingår i släktet Acanthoxyla och familjen Phasmatidae. Inga underarter finns listade i Catalogue of Life.